# عمارة أوكرانية

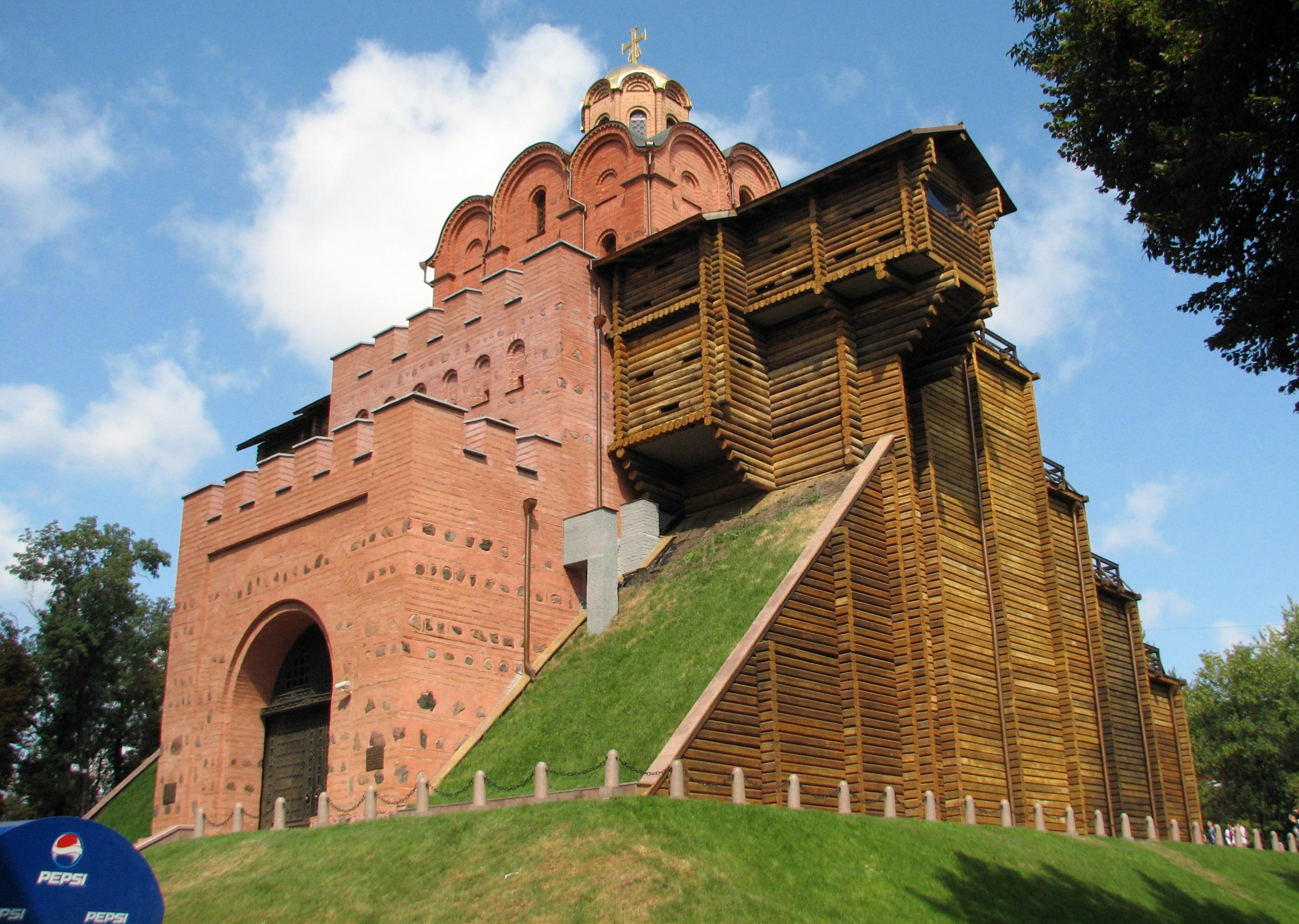
البوابة الذهبية في كييف، أعيد بناؤها ق. 1100

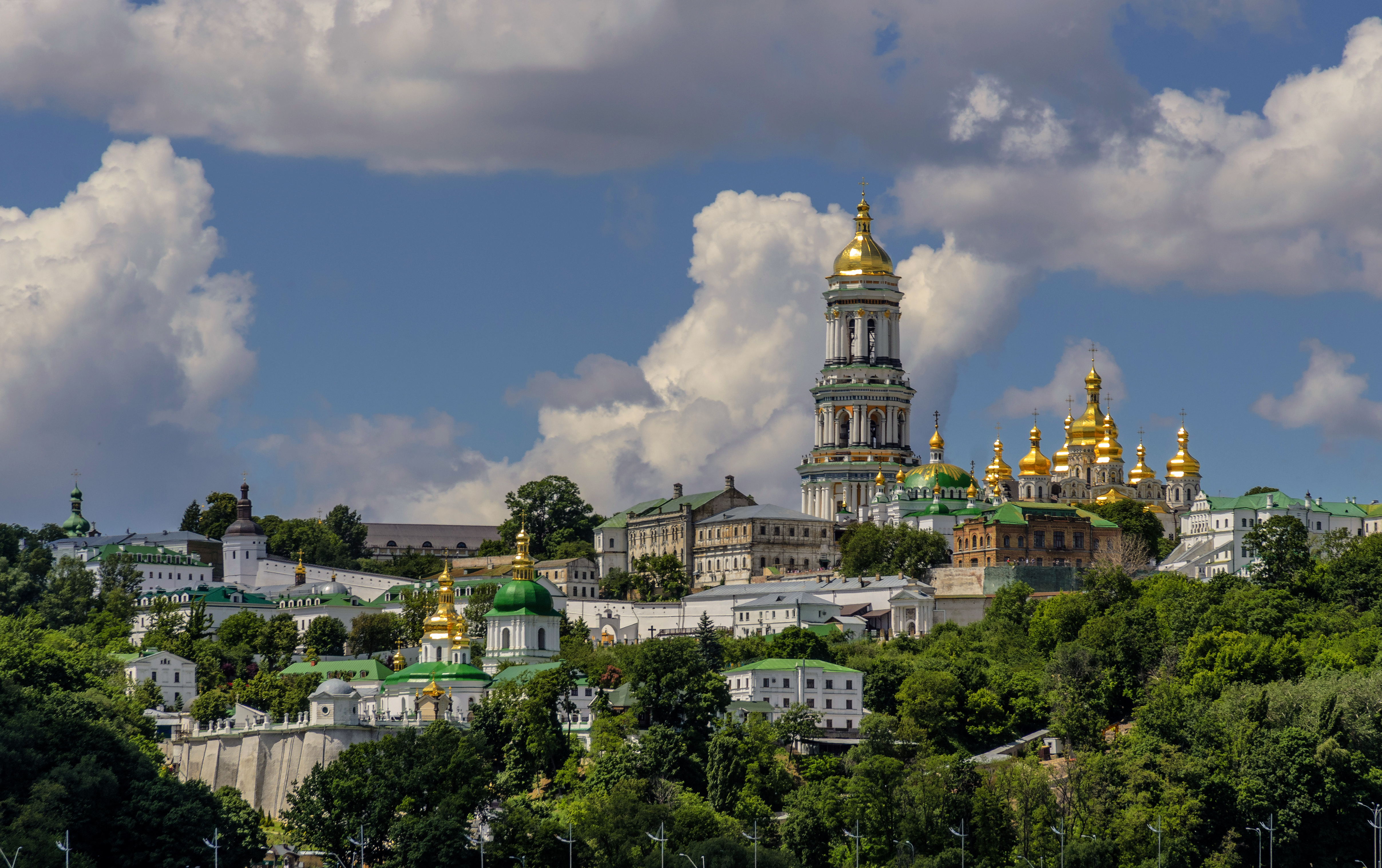
تعود الهياكل المختلفة لـ Kyiv Pechersk Lavra إلى فترات زمنية مختلفة، ومن خلال أنماطها تقدم نظرة ثاقبة على تاريخ أوكرانيا والحرفية الغنية التي تم تطويرها في فترة طويلة.

تعود جذور العمارة الأوكرانية إلى ولاية كييف روس السلافية الشرقية. بعد الغزو المغولي لروس كييف، استمر التاريخ المعماري المتميز في إمارات غاليسيا-فولينيا ولاحقًا في دوقية ليتوانيا الكبرى. خلال عصر القوزاق الزاباروجيين، تطور أسلوب فريد من نوعه في أوكرانيا تحت تأثير الكومنولث البولندي الليتواني.
بعد الاتحاد مع روسيا القيصرية، بدأت الهندسة المعمارية في أوكرانيا تتطور في اتجاهات مختلفة، حيث بني العديد من الهياكل في المنطقة الشرقية الأكبر التي تحكمها روسيا على طراز العمارة الروسية في تلك الفترة، في حين تطورت غاليسيا الغربية تحت حكم النمسا، التأثيرات المعمارية المجرية، وفي كلتا الحالتين أنتجت أمثلة رائعة. واستخدمت الزخارف الوطنية الأوكرانية خلال فترة الاتحاد السوفيتي وفي أوكرانيا المستقلة الحديثة.

## روس العصور الوسطى (988–1230)

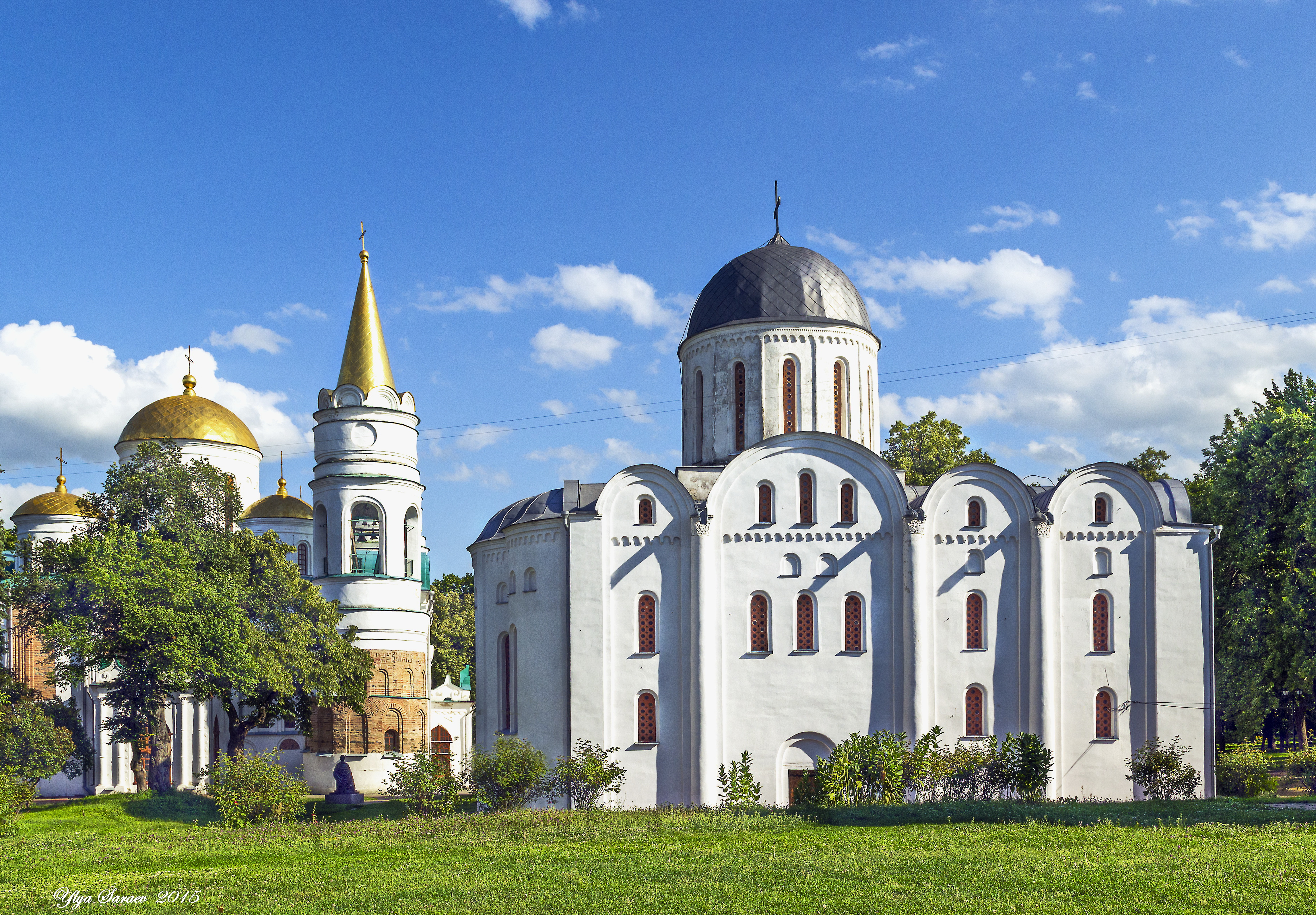
يعود تاريخ كاتدرائية التجلي في تشيرنيهيف إلى عام 1030 (يسار)، بينما يعود تاريخ كاتدرائية بوريس وجليب القريبة إلى عام 1123 (يمين).

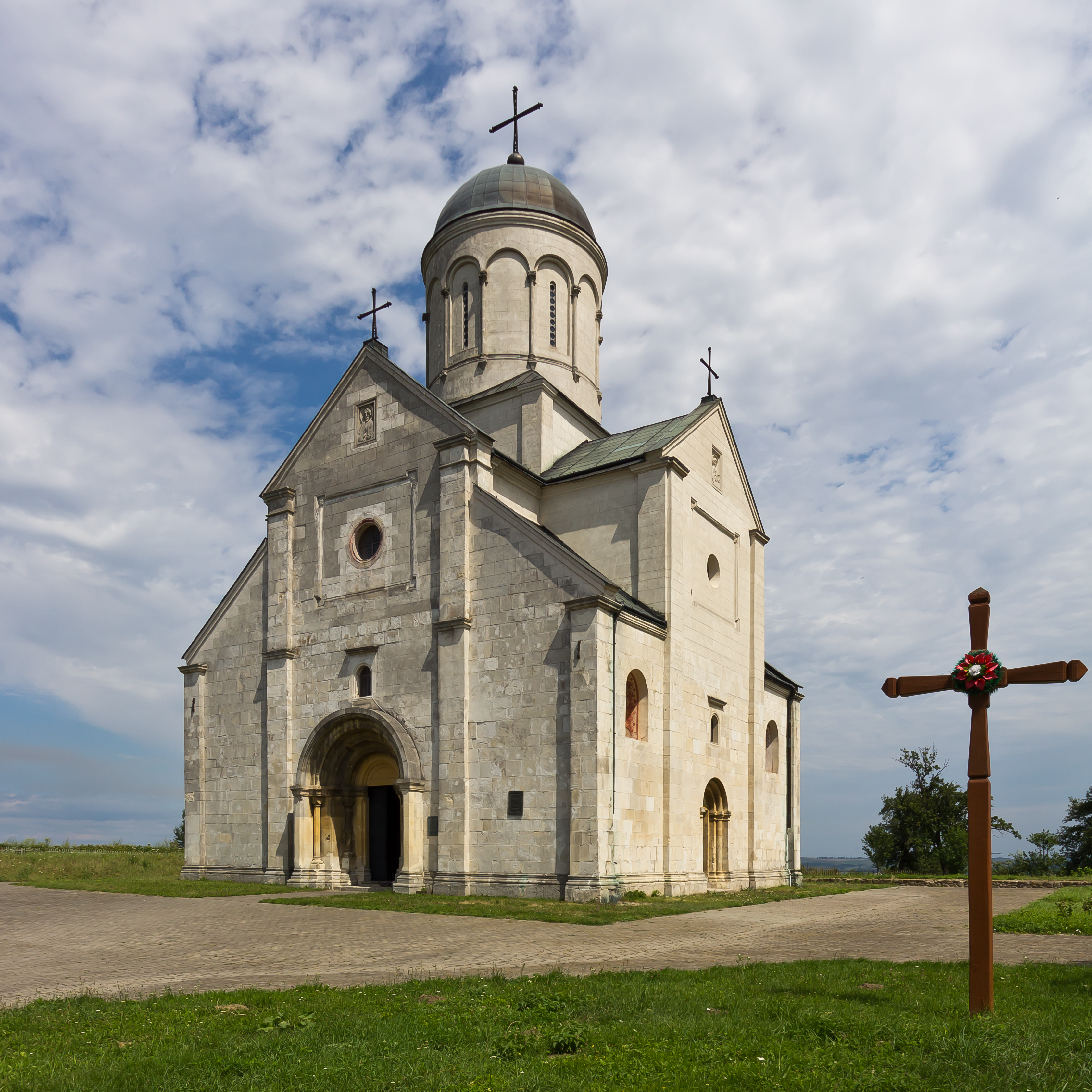
كنيسة القديس بانتاليون (بانتيليمون) في شيفشينكوف ، 1194.

كانت دولة روس كييف في العصور الوسطى هي سلف الدول الحديثة في أوكرانيا وروسيا وبيلاروسيا وثقافاتها، بما في ذلك الهندسة المعمارية.
كانت عمارة الكنيسة العظيمة، التي بنيت بعد اعتماد المسيحية عام 988، هي الأمثلة الأولى للهندسة المعمارية الضخمة في الأراضي السلافية الشرقية. تأثر النمط المعماري لدولة كييف، الذي أثبت نفسه بسرعة، بشدة بالطراز البيزنطي. كانت الكنائس الأرثوذكسية الشرقية المبكرة مبنية بشكل أساسي من الخشب، وأصبح أبسط شكل من أشكال الكنيسة يُعرف باسم الكنيسة الخلوية. غالبًا ما كانت الكاتدرائيات الكبرى تتميز بعشرات القباب الصغيرة، مما دفع بعض مؤرخي الفن إلى اعتبار ذلك مؤشرًا على ظهور المعابد السلافية الوثنية قبل المسيحية.
عدة أمثلة على هذه الكنائس باقية حتى يومنا هذا. ومع ذلك، خلال القرنين السادس عشر والثامن عشر، أعيد بناء العديد منها خارجيًا على الطراز الباروكي الأوكراني. تشمل الأمثلة كاتدرائية القديسة صوفيا الكبرى (عام 1017 هو أقدم سجل لوضع الأساس)، وكنيسة المخلص في بيريستوف (التي بنيت من 1113 إلى 1125)، وكنيسة القديس كيرلس، قرابة القرن الثاني عشر. وموجود هذا اغلبه في العاصمة الأوكرانية.
أعيد بناء العديد من المباني في أواخر القرن التاسع عشر، بما في ذلك إحدى كنيسة بياتنيتسكا في تشيرنيهيف، التي بنيت عام 1201 وأعيد بناؤها في أواخر الأربعينيات، والبوابة الذهبية في كييف. التي بنيت عام 1037 وأعيد بناؤها عام 1982.
لم يبق سوى القليل من الهندسة المعمارية العلمانية أو العامية في كييف روس.

## عصر القوزاق

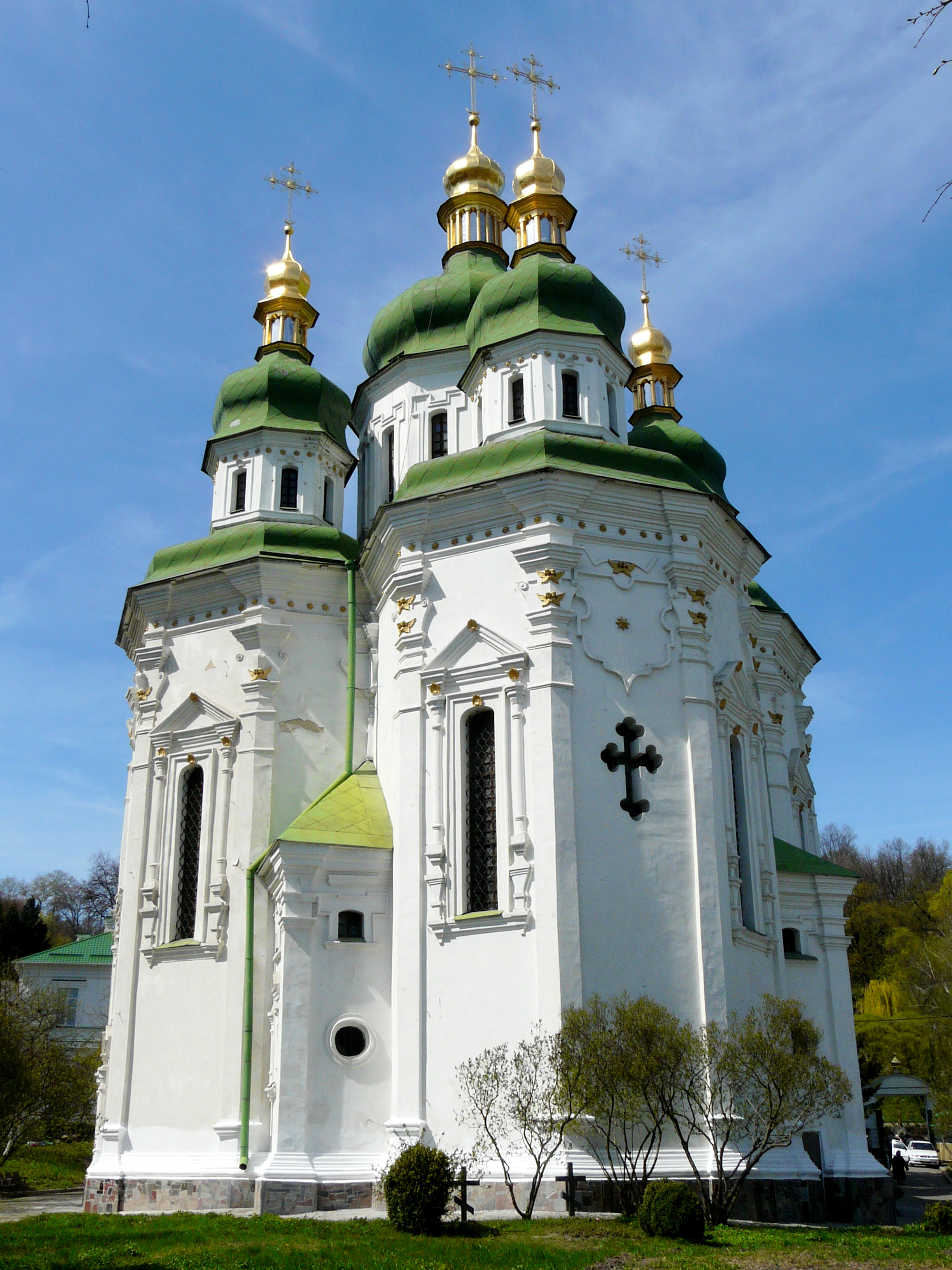
كاتدرائية القديس جورج في دير فيدوبيتشي، كييف (1696).

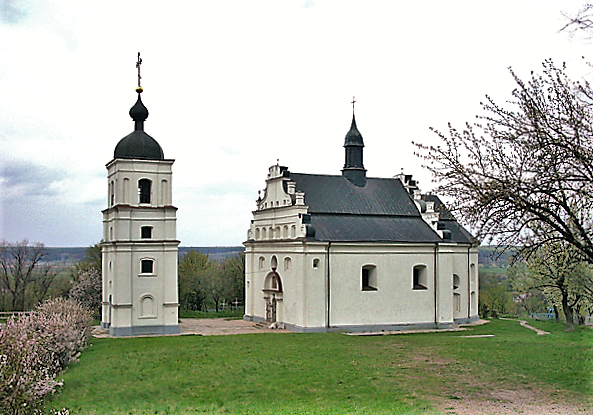
كنيسة في سوبوتيف، مسقط رأس الأوكراني هيتمان بوهدان خميلنيتسكي

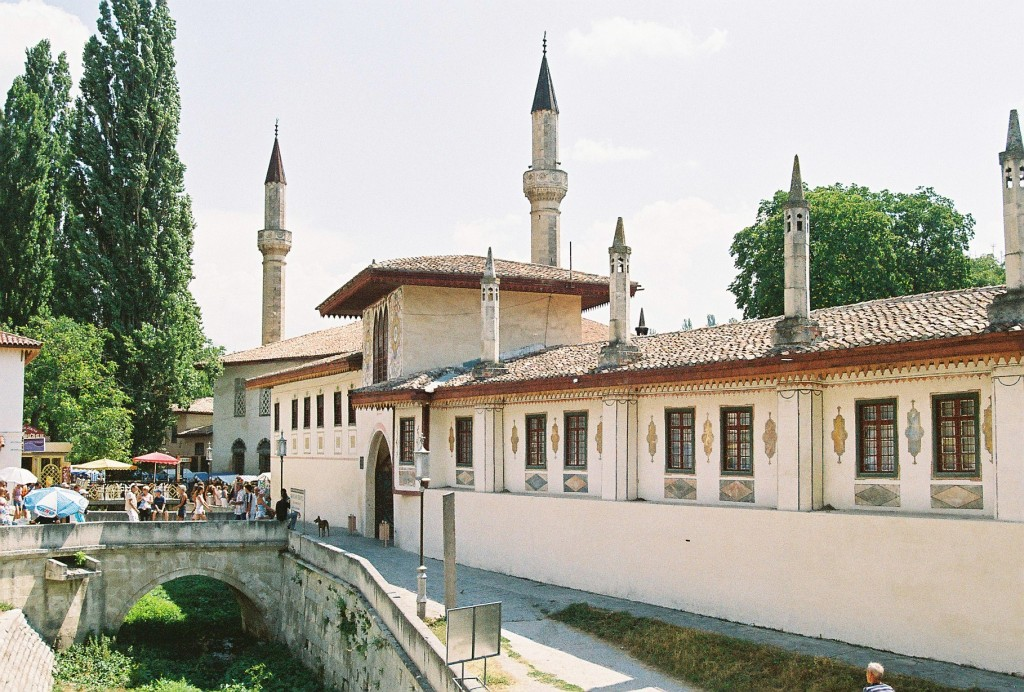
قصر خانسراي

### الباروك الأوكراني المبكر
ظهر الباروك الأوكراني خلال عصر الهتمانات في القرنين السابع عشر والثامن عشر. تتميز العمارة الباروكية الأوكرانية، التي تمثل أرستقراطية القوزاق، عن الباروكية في أوروبا الغربية في أن تصميماتها كانت أكثر بنائية، وكانت بها زخرفة أكثر اعتدالًا، وكانت أبسط في الشكل. خلال القرنين السابع عشر والثامن عشر، اعيد تصميم وتوسيع معظم كنائس روس في العصور الوسطى كثيرًا. واضافة قباب إضافية والزخارف الخارجية والداخلية المتقنة. تشمل الأمثلة الشهيرة للهندسة المعمارية الباروكية الأوكرانية مجمع كييف بيشيرسك لافرا، ودير فيدوبيتشي، وبوتشييف لافرا.

### العمارة التتارية القرم
عندما حكمت خانية القرم شبه جزيرة القرم، تركت هذه الفترة العديد من المباني المستوحاة من الزخارف الإسلامية. أشهرها كان قصر خانسراي، الذي صممه جهد مشترك للمهندسين المعماريين الفرس والأتراك والإيطاليين.

### أواخر الباروك الأوكراني
- إعادة بناء كاتدرائية القديسة صوفيا

## أوكرانيا الحديثة

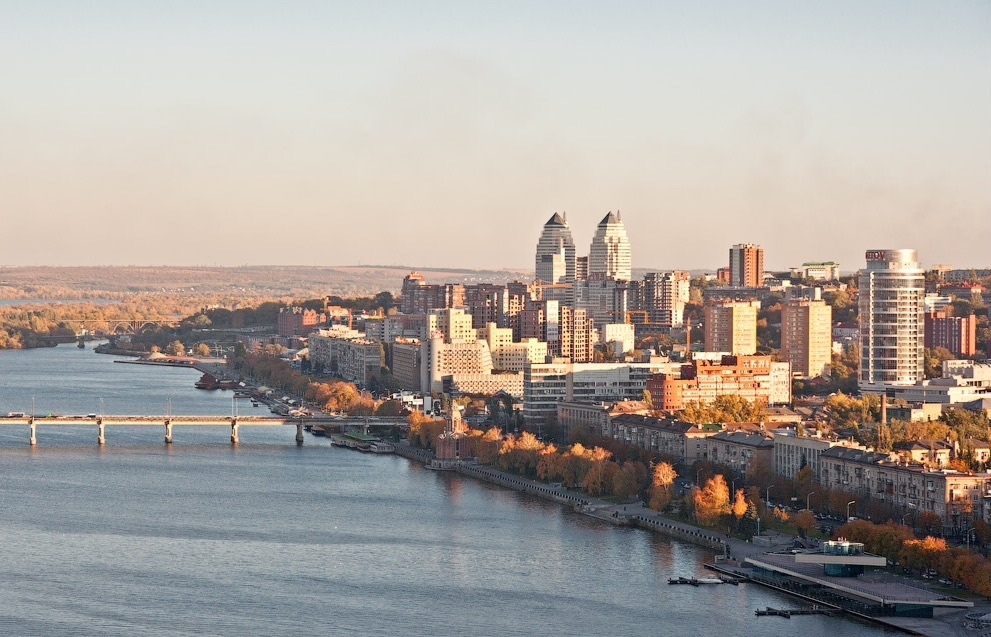
المباني السكنية في دنبرو

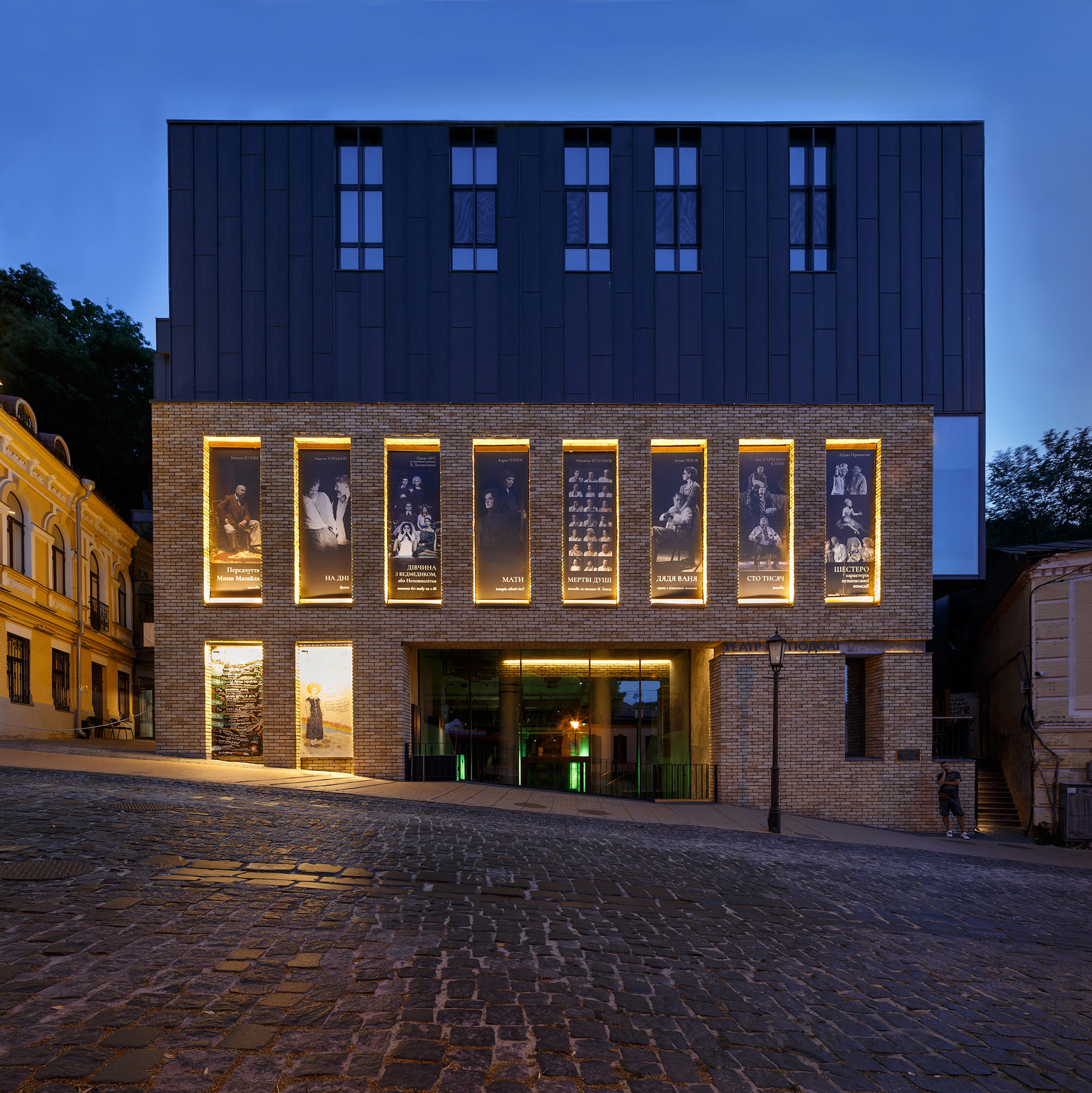
مسرح بوديل، رشح لجائزة ميس فان دير روه.

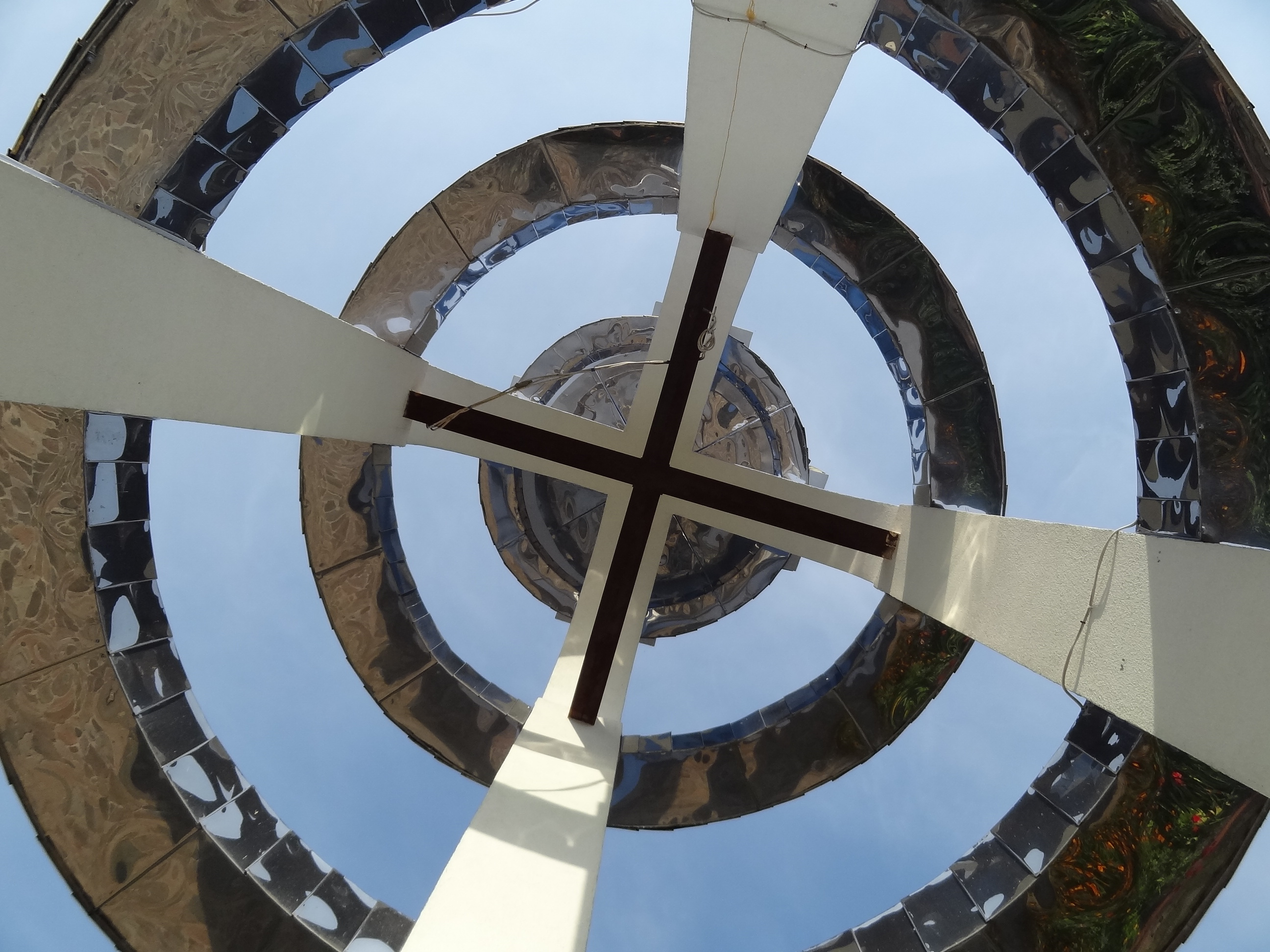
برج الناقوس في فينيتسا

العمارة الحديثة أكثر عالمية وتعددية في اتجاهها الفني. وتلعب المهام الإبداعية الجديدة للميول والمبادئ والأساليب التقدمية دورًا مهمًا في حل تكوين الشكل والأسلوب المعماري.
في أعمال مدرسة كييف للمهندسين المعماريين الأوكرانيين، يمكن العثور على اتجاهات ما بعد الحداثة وفائقة التكنولوجيا بشكل متزايد. وهذا انعكاس لانتشار العولمة عبر عالم الهندسة المعمارية.
تتمثل مهمة العمارة الأوكرانية الحديثة في التطبيق المتنوع للجماليات الحديثة، والبحث عن الأسلوب الفني الخاص بالمهندس المعماري وإدراج البيئة التاريخية والثقافية الحالية.
تشمل الأمثلة الجيدة للهندسة المعمارية الأوكرانية الحديثة إعادة بناء وتجديد ميدان الاستقلال في وسط كييف.
المشروع الرئيسي الذي سيستغرق معظم القرن الحادي والعشرين هو بناء مركز مدينة كييف في شبه جزيرة ريبالسكي، والذي سيشمل عند الانتهاء منه حديقة ناطحة سحاب كثيفة وسط المناظر الطبيعية الخلابة لنهر دنيبر.